# ヴァッロ・ディ・ネーラ
ヴァッロ・ディ・ネーラ（伊: Vallo di Nera）は、イタリア共和国ウンブリア州ペルージャ県にある、人口約330人の基礎自治体（コムーネ）。

## 地理

### 位置・広がり

#### 隣接コムーネ
隣接するコムーネは以下の通り。
- カンペッロ・スル・クリトゥンノ
- チェッレート・ディ・スポレート
- ポッジョドーモ
- サンタナトーリア・ディ・ナルコ
- スポレート

### 気候分類・地震分類
ヴァッロ・ディ・ネーラにおけるイタリアの気候分類 (it) および度日は、zona E, 2128 GGである。
また、イタリアの地震リスク階級 (it) では、zona 1 (sismicità alta) に分類される。

## 行政

### 分離集落
ヴァッロ・ディ・ネーラには、以下の分離集落（フラツィオーネ）がある。
- Borbonea, Geppa, La Pieve, Le Campore, Meggiano, Monte Fiorello, Paterno, Piedilacosta, Piedipaterno, Roccagelli

## 文化・観光
「イタリアの最も美しい村」クラブ加盟コムーネである。